# 夏迪格羅夫 (佛羅里達州泰勒縣)
夏迪格羅夫（英語：Shady Grove）是位於美國佛羅里達州泰勒縣的一個非建制地區。該地的面積和人口皆未知。

## 地理
夏迪格羅夫的座標為29°17′17″N 83°37′55″W / 29.28806°N 83.63194°W，而該地的平均海拔高度為25米（即82英尺）。